# Hraniční potok (přítok Mumlavy)
Hraniční potok (německy Vossecker Graben) je horská bystřina odvodňující Krkonoše. Její vody se sbírají na jihovýchodním svahu hory Luboš a jihozápadním svahu hory Jínonoš. Všeobecně teče na jih.

## Název
Názvosloví není v této části Krkonoš ustálené. Názvoslovná komise prosadila Hraniční potok dle jména Hraniční louky (německy Grenzwiese). Potok ovšem v minulosti nesl také názvy Vosecká strouha a Jeřábčí potok.

## Průběh toku
Hraniční potok vytéká z horského rašeliniště Hraniční louka (1250 m n. m.). To bylo roku 1859 meliorováno odvodňovacími příkopy, které svádějí vodu do hlavního toku.
Na horní hranici lesa přes něj přechází stará Vosecká cesta (1210 m n. m.), která dnes není značená ani udržovaná.
Zpod Svinských kamenů přitéká zleva bezejmenný potůček a od chaty Vosecká bouda přitéká zleva Vosecká strouha (1155 m n. m.).
Následně ho křižuje mohutná Terex-Janouškova cesta (1115 m n. m.), která slouží jako lesní svážnice a zároveň je po ní vedena značená cyklotrasa a lyžařská trasa.
Nad ústím do řeky Mumlava (982 m n. m.) prochází přes Hraniční potok Harrachova cesta pro turistiku a motorovou dopravu zásob a hostů Vosecké boudy a kiosku Krakonošova snídaně.